# Michihiro Morita
Yuichi Sonoda (森田道博?, Morita Michihiro; Chiba, 18 ottobre 1970) è un goista giapponese.

## Biografia
Studiò il Go sotto la tutela del grande campione Hideyuki Fujisawa, divenne professionista nel 1984 presso la Nihon Ki-in. Nel 1998 ha raggiunto il grado massimo di 9º dan.

## Titoli
| Nazionali          | Nazionali | Nazionali      |
| Tornei             | Vittorie  | Finalista      |
| ------------------ | --------- | -------------- |
| Ryusei             | 1 (1994)  | 1 (1999)       |
| NEC Shun-Ei        | 1 (1996)  | 2 (1992, 1995) |
| Totale in carriera |           |                |
| Totale             | 2         | 3              |